# 화 자이
화 쟈이(영어: Hwa Jai; 태국어: หัวใจ)은 일본의 게임 회사인 SNK가 만든 아랑전설과 킹 오브 파이터즈 시리즈에 나오는 캐릭터이다. 화 쟈이는 취중의 무에타이 기술을 사용한다. 그의 영원한 경쟁 상대는 일본 무에타이 선수인 '죠 히가시'이다. 화 쟈이는 또한 일본 만화의 악역으로써 한 번 출연하였고, 그는 애니메이션 《Fatal Fury: The Motion Picture》에서도 출연하였다.
현재 화 자이는 더 킹 오브 파이터즈 써틴으로 다시 경기장에 돌아왔다. 그의 필살기는 '드래곤 킥'이며, 특수 필살기는 '드래곤 댄스'와 '드래곤 바주카'이다. 애니메이션의 성우는 에카와 히데오이며, 킹 오브 파이터즈의 성우는 나가시로 소노스케이다.
그의 이름의 의미는 심장이다. 1991년에 화 자이는 바이닐 토이로서 장난감으로 만들어졌다. 요즈음 무에타이에 대한 장난감은 드문 장난감이다.

## 화 자이의 등장
화 자이는 정글에서 태어나 자랐고, 그는 스스로 그의 필살기를 만들었다. 그는 항상 알코올 중독이었으며, 그는 결코 주된 경쟁자인 죠 히가시에게 패배하지 않을 것처럼 보였으나, 이후에 그 둘은 친구가 되었다.

## 출연한 게임
- 아랑 전설: 상대편으로 출연
- 아랑전설 - 야생 늑대의 전설: 죠 히가시의 주된 경쟁자로서 출연
- 아랑전설 스페셜: 죠 히가시의 주된 경쟁자로서 출연